# NGC 5022
NGC 5022 (другие обозначения — MCG -3-34-21, ESO 576-14, FGC 1581, PGC 45952, IRAS13108-1917, PGC 45953) — спиральная галактика (Sb) в созвездии Дева.
Взаимодействует с эллиптической галактикой NGC 5018, обмениваясь с ней газом. Газовый диск NGC 5022 возмущён, его масса составляет около 2 млрд M⊙.
Этот объект входит в число перечисленных в оригинальной редакции «Нового общего каталога».